# Doctor Zhivago (miniserie)
Doctor Zhivago, naar de gelijknamige roman, is een Britse miniserie uit 2002 onder regie van Giacomo Campiotti.

## Verhaal
Een Russische arts wordt verliefd op een knappe vrouw, die onder het juk leeft van haar vader. De dichtend arts is bovendien zelf getrouwd. Intussen, oktober o.s. 1917, breekt de revolutie uit in Rusland.

## Rolverdeling
- Hans Matheson: Dr. Joeri Zjivago
- Sam McLintock: jonge Joeri Zhivago
- Keira Knightley: Lara Antipova
- Alexandra Maria Lara: Tonja Gromeko
- Daniella Byrne: jonge Tonja Gromeko
- Sam Neill: Viktor Komarovski
- Kris Marshall: Pasja Antipov
- Maryam d'Abo: Amalia
- Hugh Bonneville: Andrej Zjivago